# Patrimônio artístico
Define-se patrimônio artístico como uma coleção de obras consideradas de elevado valor artístico e cultural. Como por exemplo renomadas obras de pintura, arquitetura ou escultura. Obras de reconhecido valor artístico costumam ser usadas como reserva de valor, isto é, como forma de proteger o patrimônio pessoal contra as incertezas da economia, podendo inclusive constar em balanço patrimonial. Do colegionovodamaia, Obras de autores desconhecidos também podem ser usados como especulação, no caso de futuro aumento de cotação das suas obras.

## Exemplos

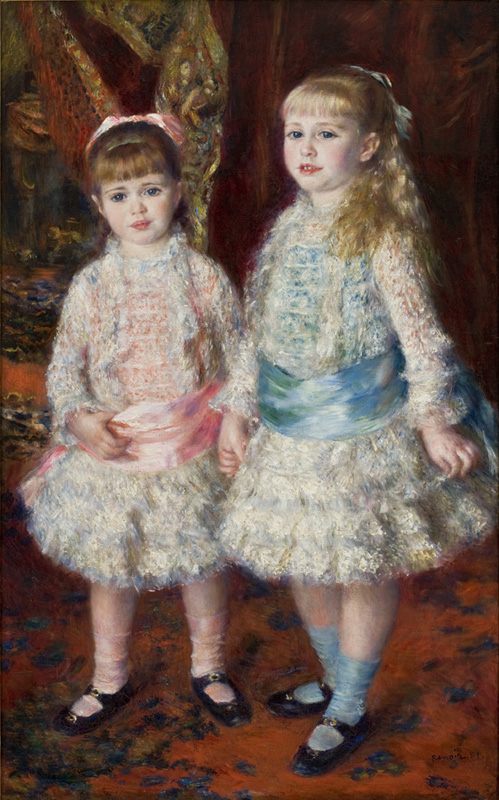
Rosa e Azul, de Renoir
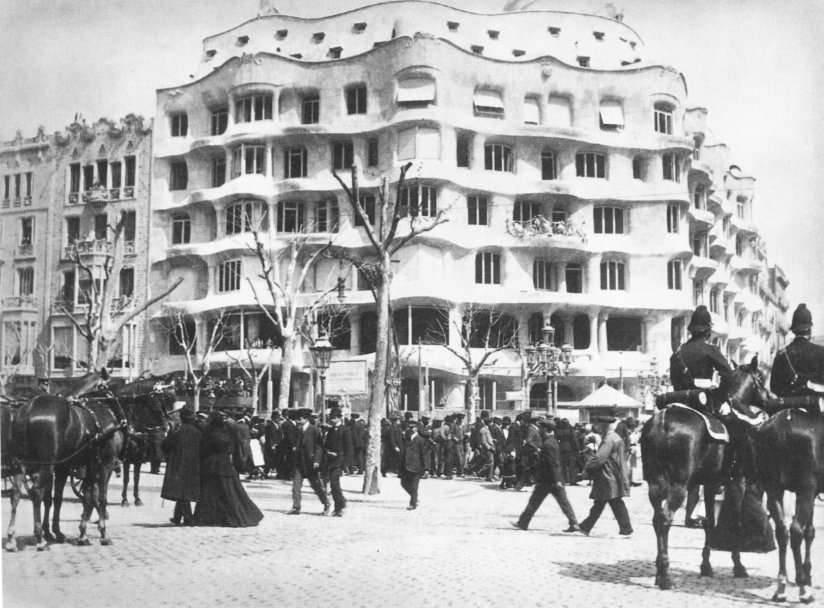
Casa Milà, de Gaudí
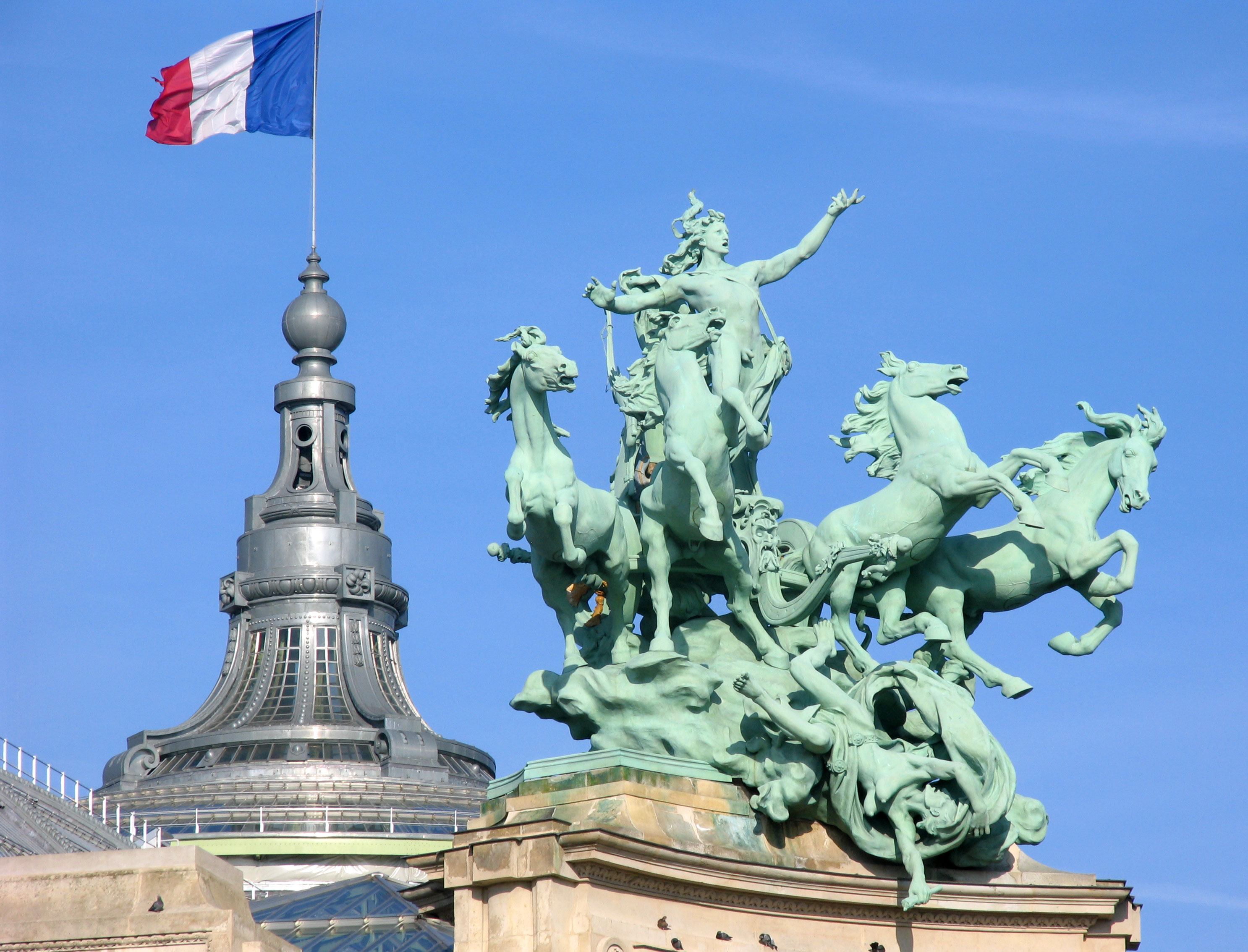
Grand-Palais